# البشير بن سالم الحارثي
أبوشيري بن سالم الحارثي تاجر تنزاني غني ومن ملاك الأراضي الزراعية، ومن أصول عربية وأورومية وهو الذي قاد الثورة المسماة ثورة أبو شيري ضد شركة شرق أفريقيا الألمانية -حاليا تنزانيا-. وله الفضل بتوحيد التجار العرب والقبائل الأفريقية ضد المستعمر الألماني. وقد اعدم يوم 15 ديسمبر 1889.
بدأ التمرد يوم 20 سبتمبر 1888 عندما هاجم الثوار يقودهم أبوشيري مراكز التجارة الألمانية المنتشرة في أنحاء مستعمرة شرق أفريقيا. ولم تتمكن الشركة من السيطرة على التمرد مما حدا بها مناشدة الحكومة في برلين للحصول على المساعدة. فأوفد المستشار الألماني بسمارك الملازم هيرمان فيسمان [الإنجليزية] البالغ من العمر 34 عاما كمفوض إلى المستعمرة. فتمكن فيسمان من تأسيس أول قوة للدفاع (بالألمانية: Schutztruppe) في المنطقة، تكونت من خليط من الجنود الألمان والسودانيين وتسونغيين [الإنجليزية]. وبمساعدة البحرية التي قصفت البلدات الساحلية مما سمح للألمان بإعادة احتلالها. كما أقامت البحرية حصارا لمنع وصول شحنات الأسلحة والإمدادات إلى الثوار.
وكان بإمكان قوات أبو شيري أن تستولي على معظم البلدات الواقعة على طول ساحل تنجانيقا، بل وبإمكانها أخذ المستكشفين هانز ماير وأوسكار باومان رهائن لديها. إلا أن ذلك لم يحدث، فقد انهار تحالفه مع القبائل المحلية في نهاية سنة 1888 بل واضطر إلى استئجار مرتزقة عرب للدفاع عن معقله في قرية جهازي القريبة من باجامويو. وفي 8 مايو 1889 هاجمت القوات الألمانية بقيادة فيسمان القرية مما أدى إلى مقتل 106 من سكانها العرب، إلا ان أبو شيري قد افلت من الهجوم، وتمكن من إقناع أعضاء قبيلتي الياو ومبونغا على مواصلة التمرد. ثم كان قادرا على قيادة هجوم جديد على دار السلام وباجامويو. ومع ذلك فقد كانت القوة النارية للألمان متفوقة وقادرة على صد تلك الهجمات، فترك رجال القبائل الأفريقية أبوشيري وحده.
حاول أبو شيري الفرار إلى شركة الإمبراطورية البريطانية لشرق أفريقيا [الإنجليزية] في مومباسا، ولكن رجال القبائل المحليين غدروا به وسلموه للألمان. في 15 ديسمبر 1889 حكمت عليه محكمة عسكرية بالإعدام، وقد أعدم شنقا في بانغاني.
- قام الدكتور بنيان سعود تركي أستاذ الدراسات التاريخية في جامعة الكويت بتقديم دراسة معنونه ب "ثورة بشير الحارثي في شرق أفريقيا 1888 - 1889 "

وقد جاء فيها :
( الوضع السياسي في زنجبار إبان حدوث الثورة، إذ تولى السيد «خليفة بن سعيد» «1888 ـ 1890» السلطة بعد وفاة شقيقه السيد «برغش» بموافقة بريطانية وألمانية وكان ثمن توليته الحكم توقيع عدد من الاتفاقيات، منها اتفاقية وقعت في 28 أبريل 1888م تعطي «شركة شرق أفريقيا الألمانية» حق إدارة المنطقة الممتدة من «أومبا» إلى «رفوما» تحت علم سلطان زنجبار وسلطته. وبرر السيد خليفة للعرب الغاضبين في الساحل أنه بعمله هذا حمى استقلال زنجبار، ولم يكن لديه من خيار غير الإذعان للتهديد الغربي.وترتب على ذلك رد فعل قوي من السكان المحليين والقوى الوطنية الفاعلة في المنطقة وتعد ثورة الشيخ بشير بن سالم الحارثي بين الثورات الوطنية التي ناصبت النفوذ الألماني العداء بهدف إبعاد القوى الغربية التي أخذت تتكالب للسيطرة على المنطقة.شخصية عربية وقبل الخوض في الحديث عن الثورة، يقدم لنا الباحث نبذة تعريفية بتلك الشخصية التي قامت بدور «مؤثر» و«حيوي» في مقاومة النفوذ الألماني وهو الشيخ بشير بن سالم بن بشير الحارثي، والشيخ بشير الحارثي شخصية عربية، ينتسب إلى قبيلة الحارث التي تعد من القبائل العربية العريقة المنتشرة في الجزيرة العربية وشرق أفريقيا وقامت هذه القبيلة بأدوار مهمة وحيوية في تاريخ عمان وشرق أفريقيا وفي مقاومة النفوذ الأجنبي كما شاركت في الصراع على السلطة في سلطنة زنجبار العربية، واستعان كثير من أبناء السيد سعيد بهذه القبيلة العربية للثورة أو الوثوب على السلطة ومنهم على سبيل المثال لا الحصر السيد برغش بن سعيد وابنه الأمير «خالد بن برغش».ولد الشيخ «بشير الحارثي» في سلطنة زنجبار العربية، وتحديدا في جزيرة «بمبا» والتي تسمى الجزيرة الخضراء في قرية «ويته» في ناحية «فينغة» وهنا لابد من الإشارة إلى أن كثيرا من الباحثين الغربيين والعرب التبس عليهم مكان موطنه، إذ إن معظم المراجع تشير إلى أنه من سكان منطقة قريبة من فنجاني في البر الأفريقي إذ كانت المعلومات شحيحة حول الشيخ بشير ووالده فإنها أكثر شحا عن والدته، فلا تسعفنا المصادر والمراجع المتوافرة في معرفة الكثير عنها، عدا عن أنها أفريقية من أهل الساحل الشرقي لأفريقيا كما لا يتوافر إلا النزر اليسير من المعلومات عن وضع أسرته الاقتصادي والاجتماعي والثقافي.أسباب الثورة وثمة أسباب كثيرة لثورة الشيخ بشير الحارثي، وإن كان جلها يصب في مناهضة الوجود الألماني في المنطقة، هذا الوجود الذي بدأ يلقي بتبعاته الاقتصادية والدينية على سكان المنطقة، الذين يزداد سخطهم وغضبهم يوما بعد يوم، ولكنها بلغت ذروتها بعد أن تولى زمام شركة شرق أفريقيا الألمانية المدير العام الجديد الهر ارنست فوهسن الذي وصل في مايو 1888م خلفا لـ «كارل بيترز»، وكانت المهمة الملقاة على كاهل «فوهسن» هي نقل تبعية المنطقة للإدارة الألمانية وتطبيق إجراءات وقوانين جديدة بما يخدم المصالح الألمانية، وقد ترتب على ذلك ردة فعل قوية من سكان المنطقة المحليين، سواء الأفارقة أو الهنود أو العرب، تمثلت أولا في الامتعاض والرفض،*وتطورت لاحقا إلى ثورة عارمة ضد الألمان. هناك الكثير من الأسباب التي أسهمت في إشعال هذه الثورة العربية السواحلية الأفريقية لعل أبرزها مكانة الشيخ بشير الحارثي بوصفه أحد رجال الدين المعروفين في سلطنة زنجبار العربية، وعلى طول الساحل الشرقي للقارة الأفريقية، ولقب شيخ هنا له دلالة دينية لا دنيوية أي أن بشير الحارثي شيخ دين لا شيخ قبيلة، عرف عنه تدينه وورعه، وهو الموضوع الذي لم يحظ بالكثير من الاهتمام من جانب الباحثين الغربيين أو العرب الذين تناولوا الوجود الألماني في شرقي أفريقيا، عدا «المغيري» صاحب كتاب «جهينة الأخبار» فلا عجب أن يستدعي الوطنيون السواحليون والعرب الشيخ «الحارثي» من سلطنة زنجبار العربية للتصدي للنفوذ الألماني.حصلت معارك عديدة وعمليات كر وفر بين السكان المحليين، والألمان، وبدأت أعداد الثوار تتزايد، ويحدثون خسائر بين الألمان، وأدى النجاح الذي حققه الشيخ الحارثي إلى تحرك قوة ألمانية في 19 أكتوبر 1889م تحت قيادة القائد الألماني «فون جرافتراوت» استدعيت على عجل من المناطق الشمالية، وتمكن «جرافتراوت» من مهاجمة الشيخ «الحارثي» ومن معه من الثوار في «يومبو» ويقدر عددهم بحدود ألفي ثائر وطني وكان الهجوم الألماني عنيفا حيث تمكن القائد الألماني ـ ومن انضم إليه من محاربي قبيلة «وازرامو» الموجودة على الساحل ـ من تشتيت قوات الشيخ الحارثي ومن معه من الثوار من قبائل ألوانجوني والواهيهي والمافيتي، وقامت الأسلحة الحديثة المتوافرة لدى الألمان بدورها في ترجيح كفة الألمان ومن معهم من المرتزقة.وتوضح الدراسة أن القائد الألماني جمع معلومات حول حصن الشيخ بشير وأدرك بأنه مصنوع من الحطب، فقرر مهاجمته فهاجموه فجراً بالعدة والعدد والمدافع فضربوا الحصن، وأحرقوا وقتلت أعداد كبيرة من الثوار، وتوالت الانتصارات الألمانية، فاضطر الشيخ الحارثي إلى اللجوء إلى جبال أوساجارا، قاصدا ناحية منطقة فنجاني أملا في إعادة تنظيم صفوفه، وتمكن الشيخ بشير بالفعل من الوصول إلى مكان يعرف بـ«مكواجا» ومن هناك انتقل إلى «كومبي» إلا أن القدر كان له بالمرصاد.مشهد الإعدامتم القبض على الشيخ بشير على يد قوة ألمانية بين فنجاني وكومبي هو ومن معه من المرافقين العرب، ومنهم محمد وأحمد ابني عزيز ابن عبد السلام وخلفان بن إبراهيم الضوباني وناصر بن سليم السيابي كما خرج معه عدد من البلوش وكذلك خادما سليمان وفوندي بن خميس.أعدم الشيخ بشير الحارثي في فنجاني شنقا من دون محاكمة بعد ثلاثة أيام من القبض عليه، ويشار إلى أن إعدام الشيخ بشير تم بمشهد من عموم الطوائف في بلدة فنجاني، ومن المرجح أن القبض عليه كان في 12 ديسمبر وأن إعدامه تم في 15 ديسمبر 1889 في فنجاني حيث دفن ولا يعرف على وجه التحديد لماذا أُبقي على الشيخ ثلاثة أيام بعد القبض عليه ولماذا لم يحاكم حتى صوريا قبل شنقه. ويقال أن بعض مستشاري الشيخ بشير قد نجح الألمان في تجنيدهم للتجسس عليه ولتتبع حركاته، ويشير المغيري إلى أنه لا يستبعد أن يكونوا هم السبب في القبض عليه وتسليمه للألمان، ويرى المغيري أنه لولا خداع المستشارين وخيانتهم لنجح في الفرار بنفسه والانتقال عبر البحر إلى سلطنة زنجبار العربية أو أية منطقة أخرى على غرار ما فعله الشيخ مبارك بن راشد المزروعي أحد الذين قادوا ثورة ضد الألمان في شرق أفريقيا واختتم المغيري بقوله ولكن الأمر لله من بعد ومن قبل وتمكن الألمان بعد إعدام الشيخ بشير الحارثي من السيطرة على الوضع في منطقة نفوذهم، وتحقق لهم بعض الهدوء ولكن جذوة المقاومة سرعان ما اشتعلت على أيدي قوى وطنية أخرى، أكملت مسيرة المقاومة ضد الهيمنة والنفوذ الألماني في شرق أفريقيا).